# Bernsdorf (Zwickau)
Bernsdorf è un comune di 2 140 abitanti della Sassonia, in Germania.
Appartiene al circondario (Landkreis) del Zwickau (targa Z) ed è parte della comunità amministrativa (Verwaltungsgemeinschaft) di Rund um den Auersberg.